# ジェイエア
株式会社ジェイエア（英: J-AIR Corporation）は、日本航空（JAL）グループの航空会社である。リージョナルジェットを用いて、現在は大阪国際空港をベースに北は北海道の女満別空港、南は鹿児島県の徳之島空港まで日本全国をカバーしており、JALグループ国内線全体の約3割を占めている。
運送の共同引受により全便JAL便として運航される。
2015年以降、同じ日本航空（JAL）グループである日本エアコミューターが運航していた奄美群島路線の一部を移管されるなど路線網を拡大している。

## 沿革
- 1991年（平成3年）4月 - 経営難に陥っていた「西瀬戸エアリンク」の事業を引き継ぐ形で日本航空グループのジャルフライトアカデミー株式会社（現・エアフライトジャパン）の一部門として発足。その後、広島西飛行場を拠点に仙台空港、名古屋空港、新潟空港、新千歳空港などの地方都市間を中心に結ぶコミューター路線専門の航空会社として成長。なお、ジャルフライトアカデミーはボーイング767などの2人乗務機の増加により余剰となった航空機関士を操縦士に移行させるために設立された会社で、長崎県大村市の長崎空港内に本社を構えていた。
- 1996年（平成8年）8月 - 路線維持のため自治体の補助金を受ける関係上、ジャルフライトアカデミーから分社独立。
- 2001年（平成13年）3月 - 自治体からの補助金の打ち切りに伴い採算の取れない広島西飛行場からの路線を縮小。一方、機材をBAe ジェットストリーム 31からより大型のボンバルディア CRJ200へと変更し、大阪国際空港や名古屋空港から地方を結ぶ路線を順次増便。
- 2005年（平成17年）
  - 2月 - 中部国際空港の開港を機に拠点を名古屋空港へと変更、広島西飛行場からは完全撤退。
  - 4月1日 - 「運送の共同引受」により、全便をJAL（当時の日本航空インターナショナル）便として運航。
- 2006年（平成18年）11月 - 当社初となる自社養成パイロットの訓練生（未経験者対象C制度）を募集し、選考試験を実施。自社養成パイロットの募集はその後も継続。また新機種導入に伴い、整備士や客室乗務員の採用も活発化。
- 2007年（平成19年）
  - 2月 - 2009年度以降の東京国際空港（羽田空港）の再拡張による発着枠拡大にあわせて、新たにブラジル・エンブラエル社製の小型ジェット機・エンブラエル 170（E170）を導入することを決定、同年6月に正式契約を締結[5]。
  - 2月6日 - 「2007 - 2010年度 JALグループ再生中期プラン」により、日本航空グループによる国内線のうち、当社とJALエクスプレス（JEX）の占める運航便数の割合を、現在の約15%から、2010年までに約26%以上に増やす計画を発表。2008年2月29日発表の2008 - 2010年度プランでは、その数が45%以上に増えることになった。
- 2007年（平成19年）
  - 3月14日 - 国土交通省より「混雑飛行場（成田国際空港）を使用して運航を行うことの許可」がなされた。今後、成田からの国内接続便を同社がオペレーターとなって運航することを考慮したものである。
  - 4月1日 - 国際航空連合（アライアンス）「ワンワールド」に加盟。
  - 7月 - ジェイエアで初となるプロ野球選手団移動用のチャーター便を運航させる。中日ドラゴンズが高知での試合のため、二軍選手の移動用にチャーター便を運航。
- 2008年（平成20年）10月3日 - JAL社長・西松遙（当時）の出席のもと、E170の初号機（登録記号はJA211J）引き渡しを受ける。
- 2009年（平成21年）
  - 2月1日 - 名古屋空港 - 福岡空港・松山空港の2路線でE170の運航を開始。
  - 11月1日 - 貨物搭載開始。札幌発着を中心とした6路線で開始され、順次拡大予定。
- 2010年（平成22年）
  - 4月23日 - 一部報道により、JALが名古屋空港発着の全路線を2011年春までに完全撤退し、中部国際空港に集約する意向であることが明らかになる。
  - 7月13日 - JALの再生計画に伴い名古屋空港から完全撤退する見通しとなったため、本社を名古屋空港から大阪国際空港に移転する方針を明らかにした。
  - 10月1日 - 大阪国際空港からの運航を開始。
- 2011年（平成23年）
  - 3月1日 -  本社を大阪府池田市に移転。
  - 3月26日 - 名古屋空港から撤退。その後、フジドリームエアラインズ（FDA）がとかち帯広空港線を除く当社路線を引き継ぎ運航開始。とかち帯広線はJALに移管し、機材を大型化の上、季節便として、中部国際空港発着便となる。
- 2012年（平成24年）6月 - CRJ200をボーディングブリッジに接続できる「渡し板（PBBアダプター）」を開発、国土交通省より使用認可を受ける[6]。
- 2014年（平成26年）8月28日 - 日本航空はエンブラエル社のE170を追加発注、E190を新規発注したと発表[7]。当社のCRJ、日本エアコミューターのサーブ340及びDHC-8-Q400の一部の機材更新として導入するもの。運用機材を当社はE-Jet シリーズ、日本エアコミューターにおいてはATR42-600・ATR72-600でまとめ効率化する。
- 2015年（平成27年）1月28日 - 日本航空と三菱航空機との間で国産ジェット旅客機MRJ32機に係る正式な購入契約が締結される（確定発注）。全機ジェイエアで運用し、E-Jet シリーズを置き換えるリージョナル機材更新用として、次期主力機材となる予定[8]。
- 2016年（平成28年）5月10日 - 大阪（伊丹）- 鹿児島線でE190の運航を開始。
- 2018年（平成30年）
  - 1月31日 - 松山発大阪（伊丹）行きJL2310便を最後にボンバルディア CRJ200が報道上は運航終了。
  - 2月1日 - 使用予定だったエンブラエル機の故障により、急遽先日引退セレモニーを行ったボンバルディア CRJ200を起用し、使用機材変更の通知の上、JL2442便 宮崎 - 大阪（伊丹）線を就航。この日をもってボンバルディア CRJ200最後の運航となった。
  - 8月4日 - 天皇・皇后の利尻島行幸啓にあたり、丘珠空港 - 利尻空港往復の特別機としてE170を運航[9]。
- 2022年（令和4年）12月26日 - E190で機内インターネットサービス順次提供開始。
- 2024年（令和6年）7月11日 - E190のWi-Fiアンテナ設置完了。全14機で機内インターネットサービスが利用可能となる[10]。

## 運航機材

### 保有機材
| 機材              | 機材数 | 発注 | 乗客数 | 備考                                                              |
| ----------------- | ------ | ---- | ------ | ----------------------------------------------------------------- |
| エンブラエル E170 | 18     | -    | 76     | 2008年11月から受領開始                                            |
| エンブラエル E190 | 14     | -    | 95     | 2016年4月から受領開始。 座席はクラスＪ15席＋普通席80席の2クラス。 |
| 合計              | 32     | -    |        |                                                                   |

エンブラエル E170STD/普通席76席18機
2008年10月に1号機を受領し、2009年2月1日より運航を開始した。2018年発注分全機 納入済み。
2016年4月14日から機内内装更新し、更新された機体から機内Wi-Fi対応、無線LAN対応機器により動画視聴のみ対応（インターネット接続不可)。2016年度全機改修済み。
エンブラエル E190STD/クラスJ15席、普通席80席14機
2016年5月10日より就航。2018年発注分全機 納入済み。
クラスJ15席配置により同社初2クラス設置機で、他機種にない1+2の座席配置である。クラスＪを設定することにより座席数を100席未満にして客室乗務員の配置を2名に抑え運航コストの低減を図っている。
全席アクセス可能なユニバーサルPC電源を装備。2017年から機内Wi-Fi対応、無線LAN対応機器により動画視聴のみ対応（インターネット接続は2022年12月26日より順次対応)。2024年7月11日、全14機にWi-Fiアンテナ設置完了。
| 機体記号 | 登録日     | 機種      | 備考 |
| -------- | ---------- | --------- | --- |
| JA211J   | 2008/10/31 | ERJ170STD | 名古屋空港にて2009年2月の就航開始まで試験飛行実施 元アマビエジェット                                                   |
| JA212J   | 2009/01/22 | ERJ170STD | 名古屋空港にて2009年2月の就航開始まで試験飛行実施                                                                      |
| JA213J   | 2009/05/28 | ERJ170STD | |
| JA214J   | 2009/09/24 | ERJ170STD | |
| JA215J   | 2009/10/15 | ERJ170STD | |
| JA216J   | 2009/11/18 | ERJ170STD | |
| JA217J   | 2010/04/15 | ERJ170STD | 元COP10エコ・ハッピーターン号                                                                                          |
| JA218J   | 2010/09/22 | ERJ170STD | |
| JA219J   | 2010/10/07 | ERJ170STD | |
| JA220J   | 2011/02/09 | ERJ170STD | |
| JA221J   | 2012/11/26 | ERJ170STD | オプション増備分 元行こう！東北へ                                                                                      |
| JA222J   | 2013/03/13 | ERJ170STD | オプション増備分、FIP1                                                                                                 |
| JA223J   | 2013/07/04 | ERJ170STD | オプション増備分、FIP1                                                                                                 |
| JA224J   | 2013/12/12 | ERJ170STD | オプション増備分、FIP1                                                                                                 |
| JA225J   | 2014/03/19 | ERJ170STD | オプション増備分 元ラグビー応援JET                                                                                     |
| JA226J   | 2015/10/27 | ERJ170STD | 追加発注分、FIP1､LED灯火                                                                                               |
| JA227J   | 2015/12/02 | ERJ170STD | 追加発注分、FIP1､LED灯火                                                                                               |
| JA228J   | 2018/04/26 | ERJ170STD | 追加発注分、FIP1､LED灯火 元さあ、でかけよう！北海道 元世界の宝を守ろう！                                               |
| JA241J   | 2016/04/19 | ERJ190STD | |
| JA242J   | 2016/06/25 | ERJ190STD | |
| JA243J   | 2016/08/25 | ERJ190STD | |
| JA244J   | 2016/11/24 | ERJ190STD | |
| JA245J   | 2016/12/21 | ERJ190STD | ドンキーコング・カントリー オープン記念 JAL×ユニバーサル・スタジオ・ジャパン ジェット2                                 |
| JA246J   | 2017/04/12 | ERJ190STD | |
| JA247J   | 2017/05/31 | ERJ190STD | |
| JA248J   | 2017/07/13 | ERJ190STD | 元JAL ミニオンジェット                                                                                                 |
| JA249J   | 2017/08/18 | ERJ190STD | |
| JA250J   | 2017/10/26 | ERJ190STD | 元南紀白浜空港開港50周年記念わかぱんジェット                                                                           |
| JA251J   | 2017/12/07 | ERJ190STD | |
| JA252J   | 2018/01/31 | ERJ190STD | JALミャクミャクJET（1号機） 2023.11.29運航開始 元JAL ミニオンジェット2 元JAL×ユニバーサル・スタジオ・ジャパン ジェット |
| JA253J   | 2018/04/25 | ERJ190STD | |
| JA254J   | 2018/07/24 | ERJ190STD | 元しまじろうジェット                                                                                                   |

FIP：燃費改善仕様

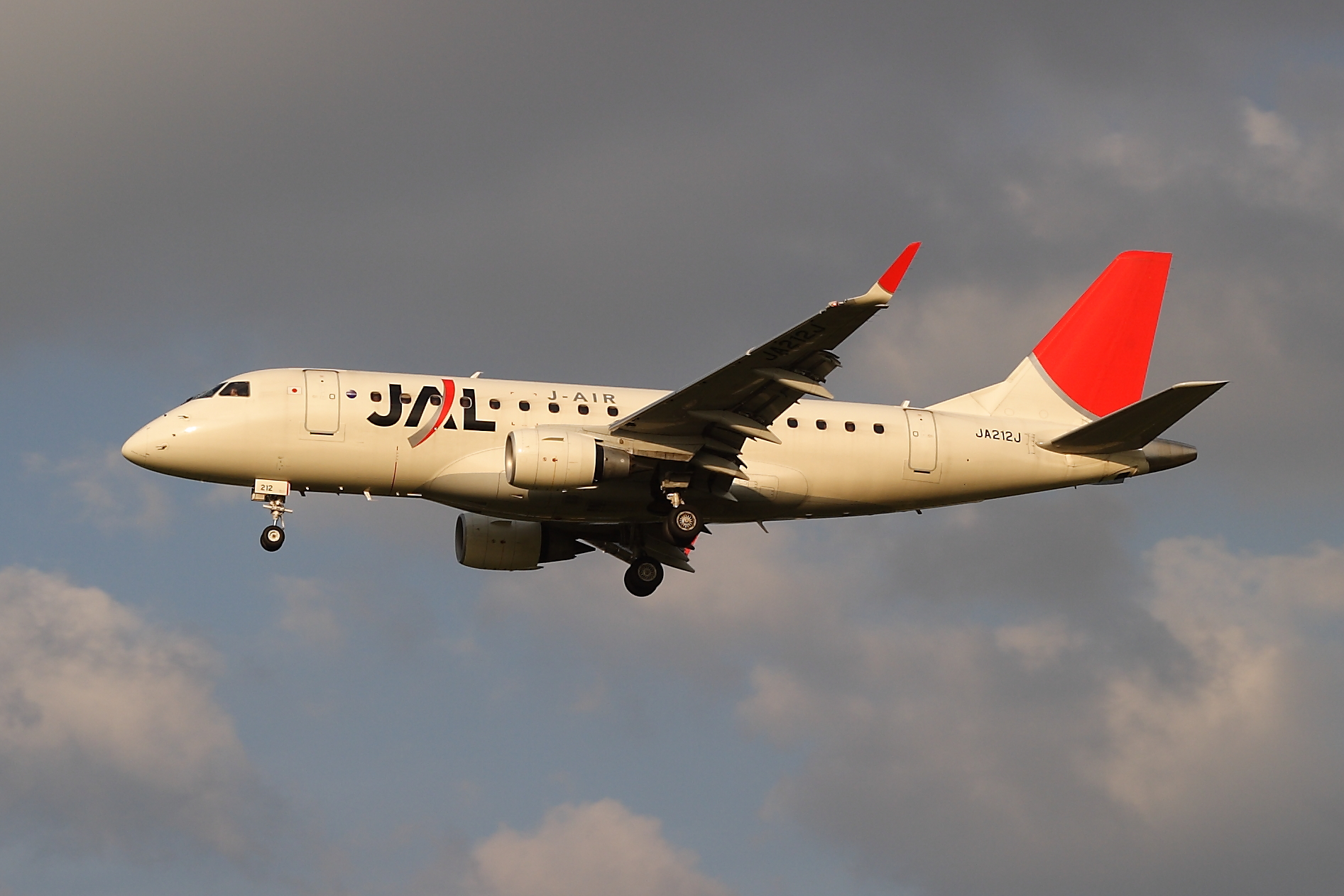
エンブラエル E170 旧塗装
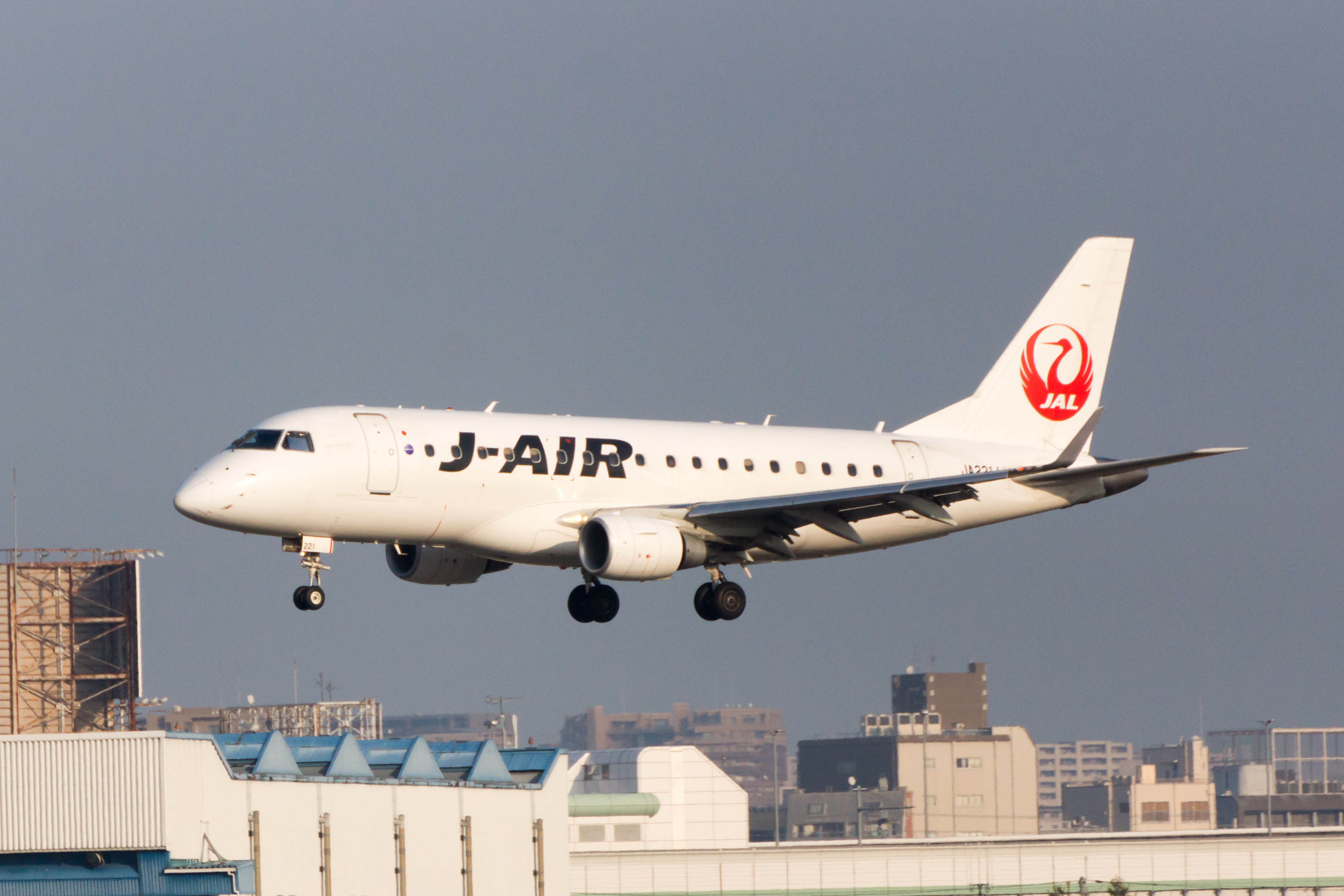
エンブラエル E170
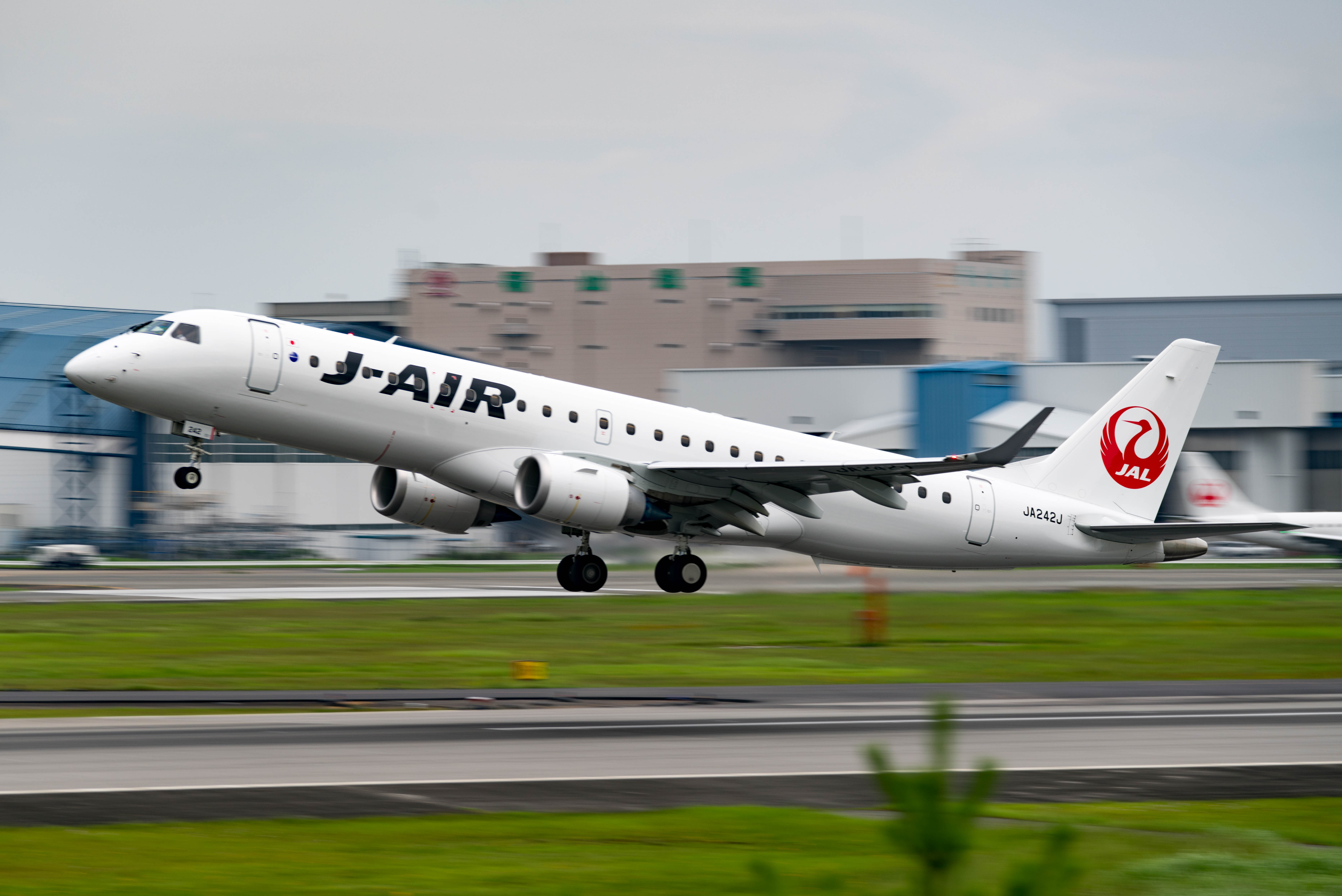
エンブラエル E190
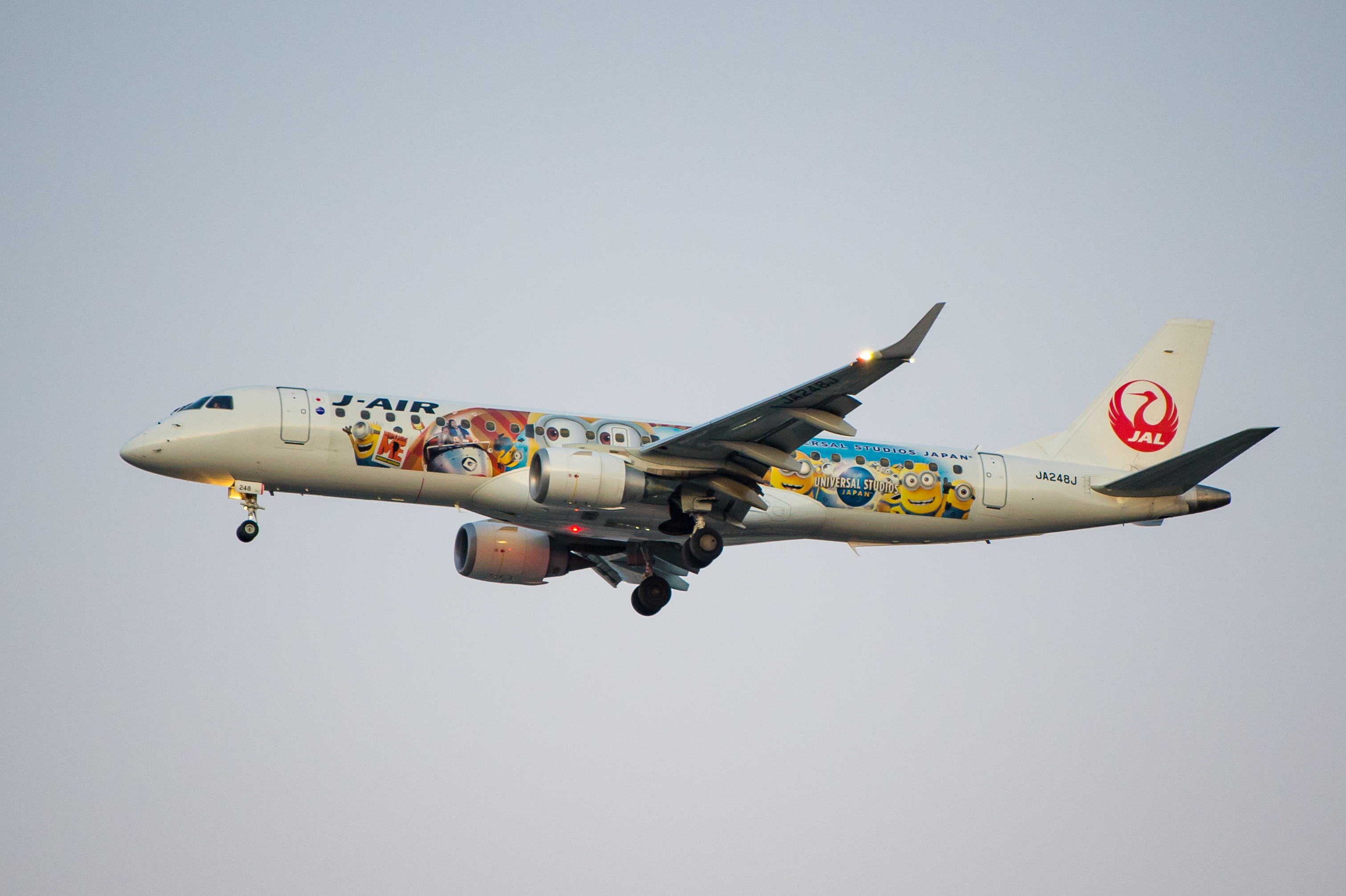
「JAL ミニオンジェット」エンブラエル E190 JA248J
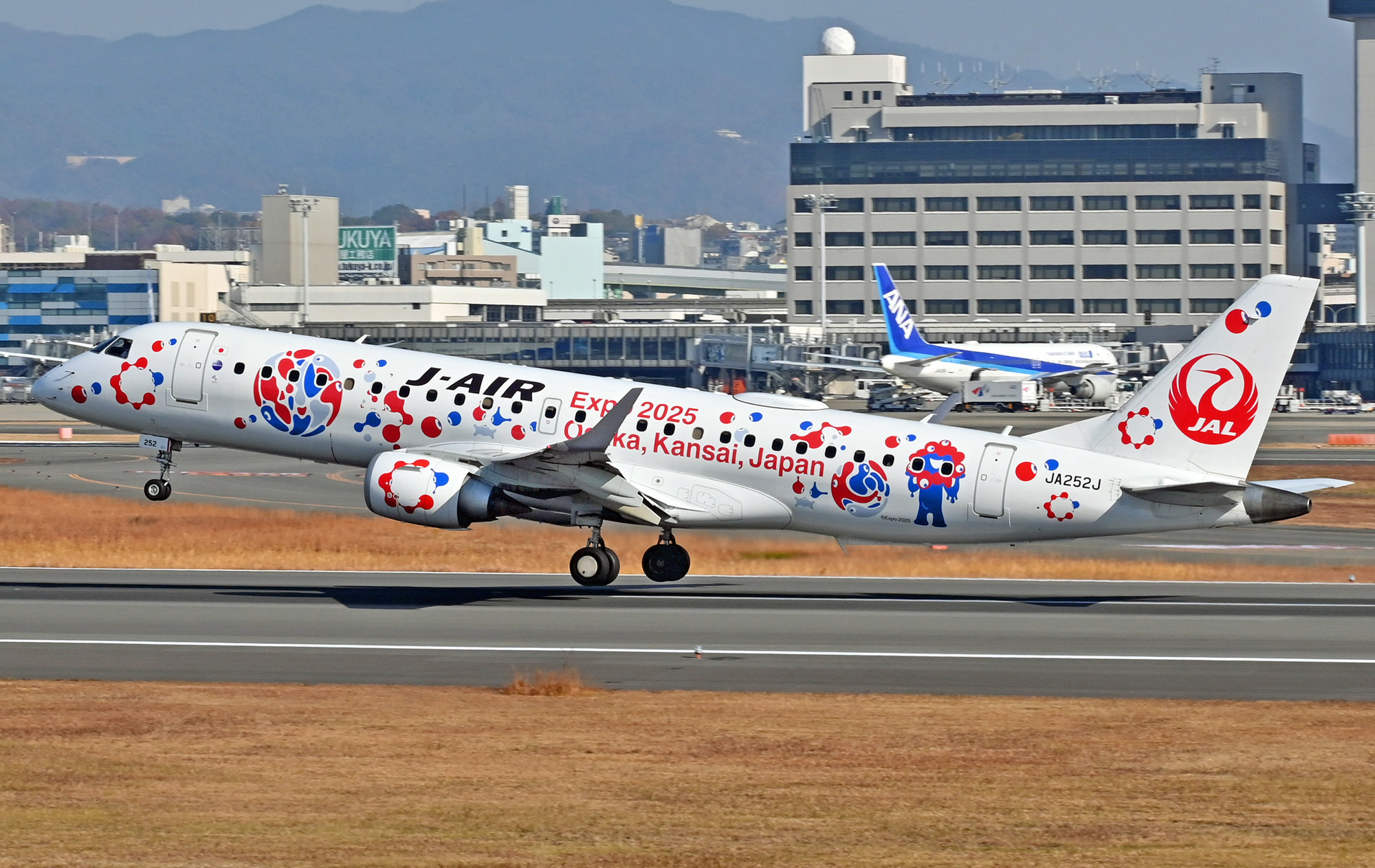
「JALミャクミャクJET」（1号機）エンブラエル E190 JA252J

### 導入を断念した機材
三菱航空機 Mitsubishi SpaceJet
32機を確定発注していた。2021年から導入し､E-Jet シリーズを代替予定であったが、2020年に開発が中断、その時点で既に導入予定を過ぎていたものの1機も納入されなかった。今後について会社幹部から「リージョナル機の後継はA220またはE2」との発言が出ており、Mitsubishi SpaceJetについては検討対象から外れたことが明らかになった。その後2023年2月7日に三菱航空機が開発中止を決めたため導入されることはなかった。

### 退役機材
エンブラエル EMB 110 バンデイランテ
西瀬戸エアリンクから事業とともに継承された。1991年に退役。
BAe ジェットストリーム 31/普通席19席
ジャルフライトアカデミーとして1991年から運航開始し、2003年8月31日の広島西 - 出雲線のフライトを最後に退役した。最大で5機保有していた。
ボンバルディア CRJ200ER/普通席50席
2000年から2006年にかけて最大9機導入した。E170並びにE190の増備に伴い、2016年6月から順次退役が始まり、2018年1月31日を以って全機退役した。これにより日本の航空会社からCRJ200が姿を消した（2018年2月1日使用予定機故障により、急遽機材変更となり　宮崎 - 伊丹（大阪）線に起用された。アイベックスエアラインズでは2017年9月に退役）。
2012年6月以降は自社で開発した「渡し板（PBBアダプター）」によりボーディングブリッジに接続できるようになりバリアフリーを実現した。
| ジェイエア 退役機材一覧 | ジェイエア 退役機材一覧 | ジェイエア 退役機材一覧 | ジェイエア 退役機材一覧 | ジェイエア 退役機材一覧                                              |
| 機体記号                | 登録日                  | 抹消日                  | 機種                    | 備考                                                                 |
| ----------------------- | ----------------------- | ----------------------- | ----------------------- | -------------------------------------------------------------------- |
| JA8590                  | 1996/05/09              | 2001/10/30              | ジェットストリーム31    | イギリスへ売却、現レッドスター、TC-RSA、製造最終号機                 |
| JA8591                  | 1997/09/12              | 2003/09/24              | ジェットストリーム31    | デンマークへ売却、現サンエアスカンジナビア、OY-SVB、ラストフライト機 |
| JA8865                  | 1993/08/26              | 2003/05/13              | ジェットストリーム31    | デンマークへ売却、現エルニールエア、TF-ORC                           |
| JA8876                  | 1991/04/23              | 2002/01/18              | ジェットストリーム31    | アメリカへ売却、現ロイヤルスターアビエーション、RP-C2812             |
| JA8877                  | 1991/04/23              | 2003/05/23              | ジェットストリーム31    | デンマークへ売却、現イーグルエア、TF-ORA                             |
| JA201J                  | 2000/12/01              | 2016/06/13              | CRJ200ER                | サザンエアクラフトへ売却、現エアエスト、4ES-LCA                      |
| JA202J                  | 2001/03/16              | 2016/11/02              | CRJ200ER                | サザンエアクラフトへ売却、現Frontera Flight Holdings、N484RH         |
| JA203J                  | 2002/03/22              | 2017/01/13              | CRJ200ER                | サザンエアクラフトへ売却、現ズームエア、VT-ZOC                       |
| JA204J                  | 2002/05/07              | 2017/03/27              | CRJ200ER                | サザンエアクラフトへ売却、現シュリー航空、9N-AMC                     |
| JA205J                  | 2003/03/19              | 2017/10/03              | CRJ200ER                | リージョナルワンへ売却、現ズームエア、VT-ZOD                         |
| JA206J                  | 2003/08/28              | 2017/07/18              | CRJ200ER                | リージョナルワンへ売却、現エアポハン、HL8298                         |
| JA207J                  | 2005/10/19              | 2018/01/29              | CRJ200ER                | リージョナルワンへ売却、2-CFFV、整備保存                             |
| JA208J                  | 2005/12/16              | 2018/02/27              | CRJ200ER                | リージョナルワンへ売却、2-CFFX、整備保存                             |
| JA209J                  | 2006/03/31              | 2018/03/06              | CRJ200ER                | リージョナルワンへ売却、2-CFFZ、整備保存                             |

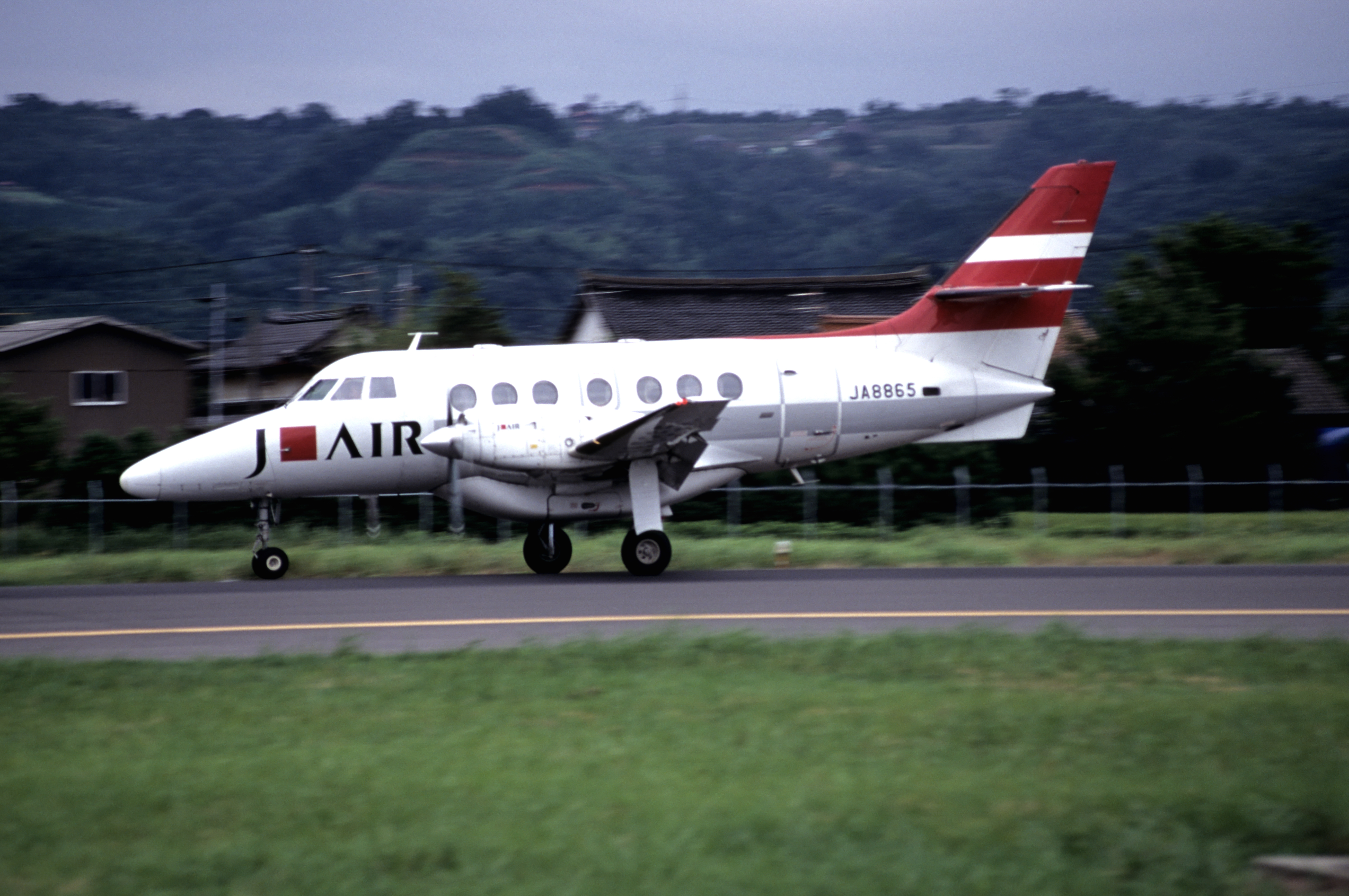
BAe ジェットストリーム 31
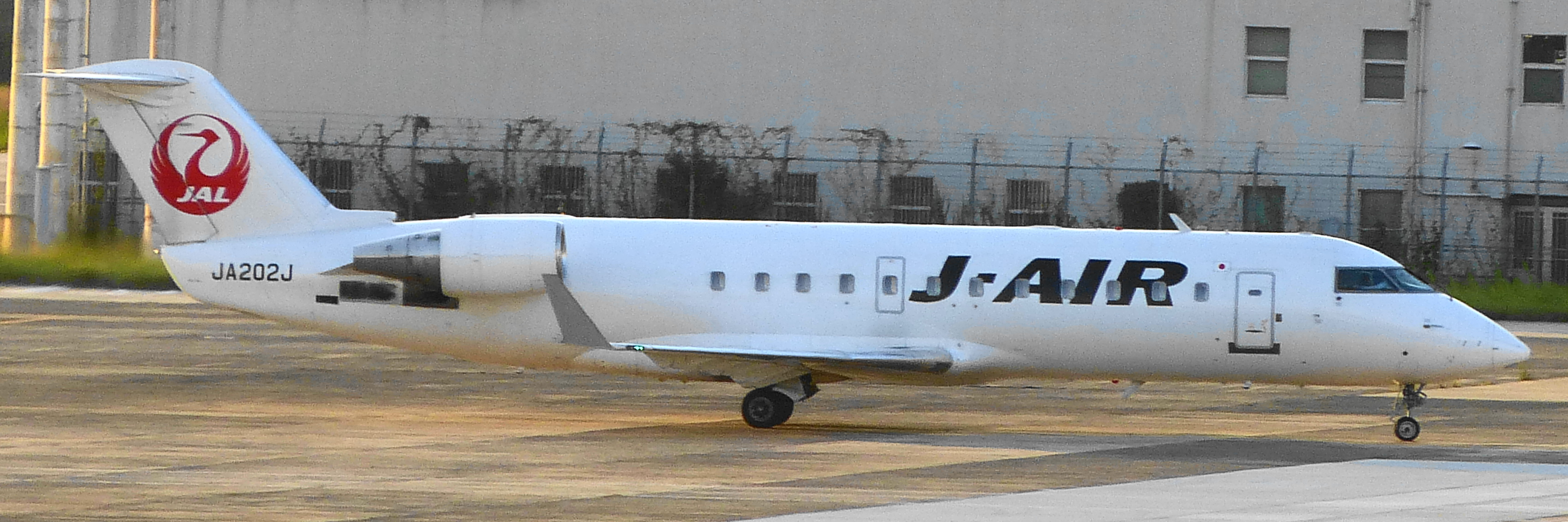
ボンバルディア CRJ200ER

## 塗装
JALグループであるため、基本的にJALのデザインと同じである。

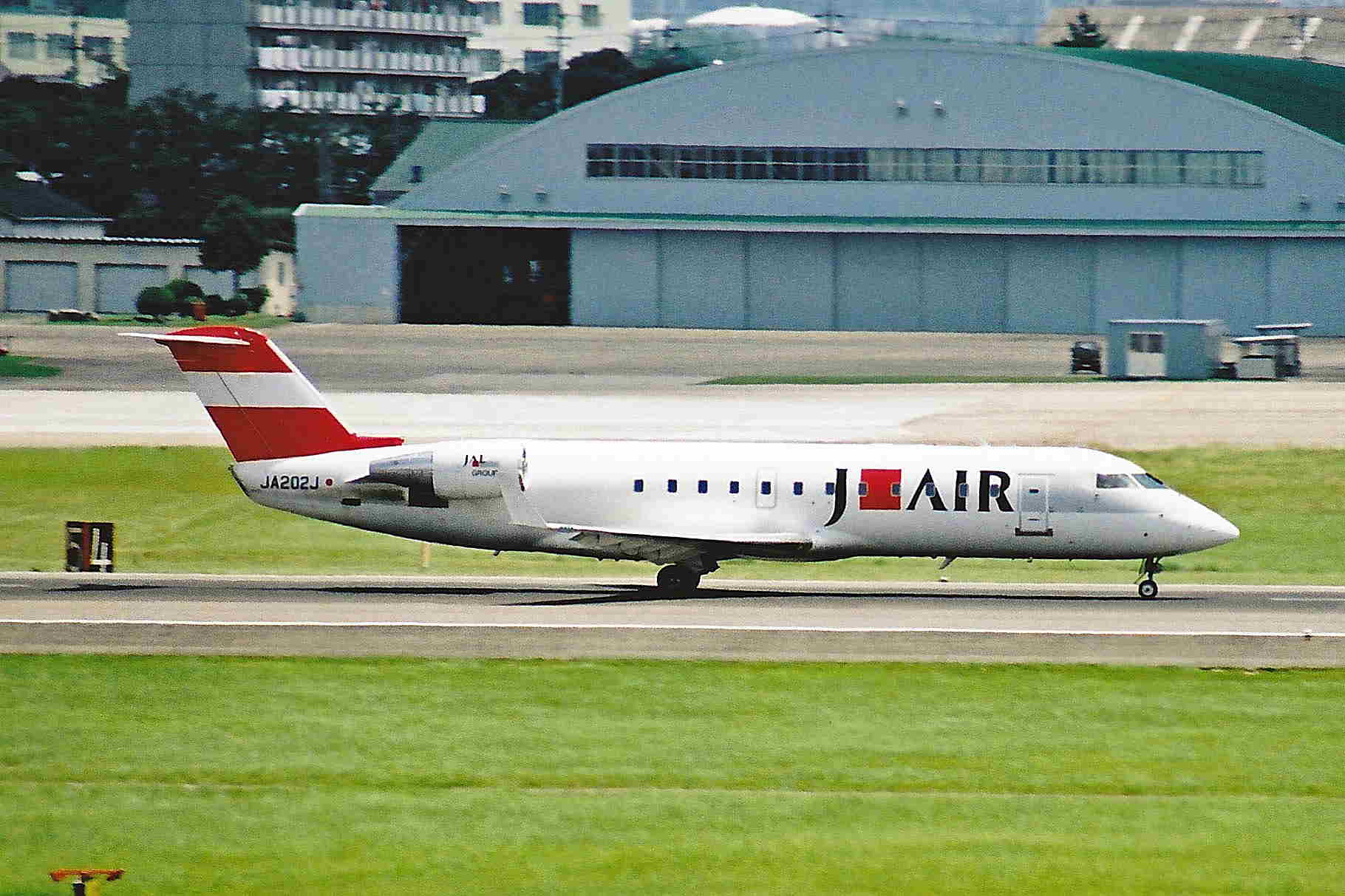
ボンバルディア CRJ200ER（初代塗装）
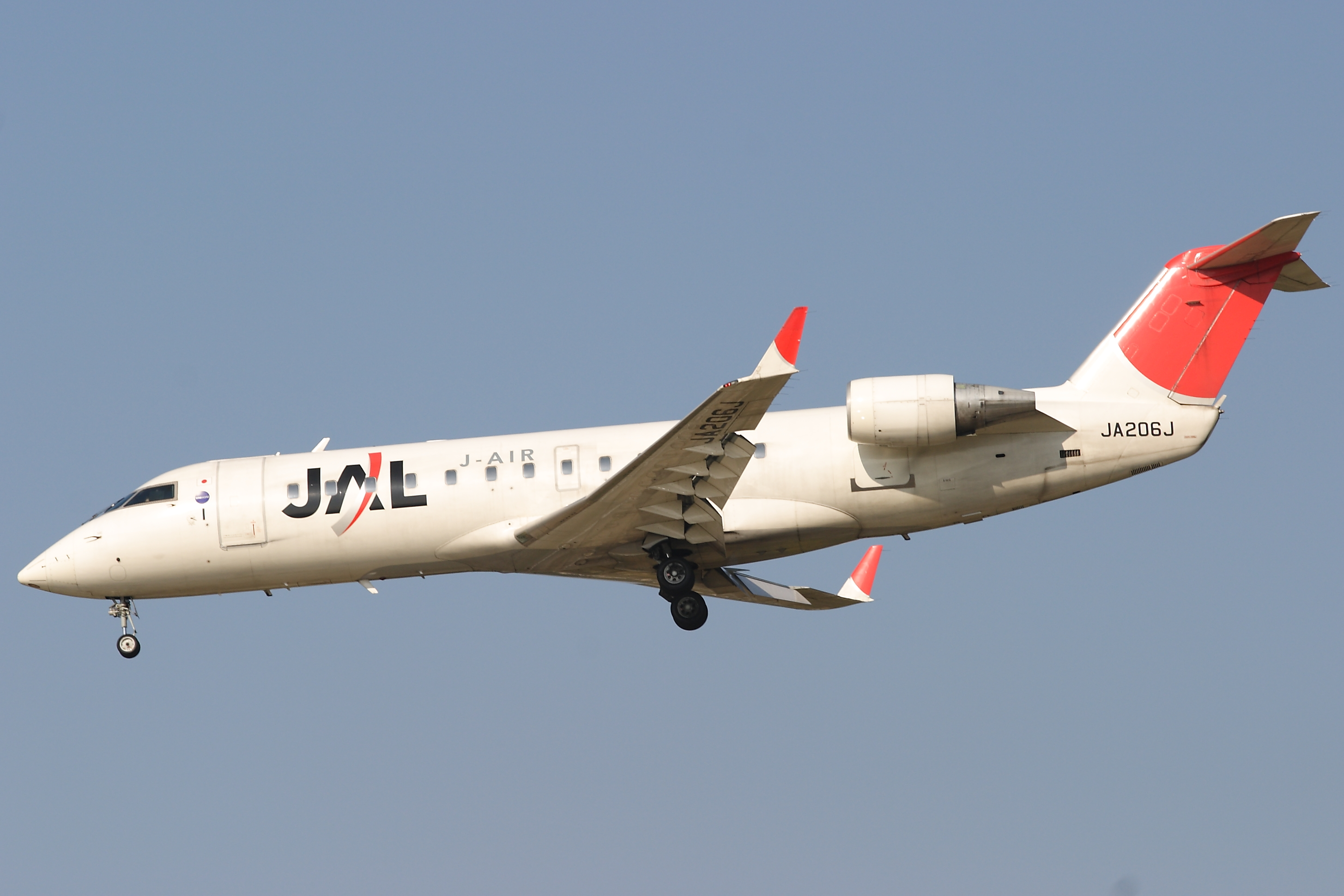
ボンバルディア CRJ200ER（2代目塗装）
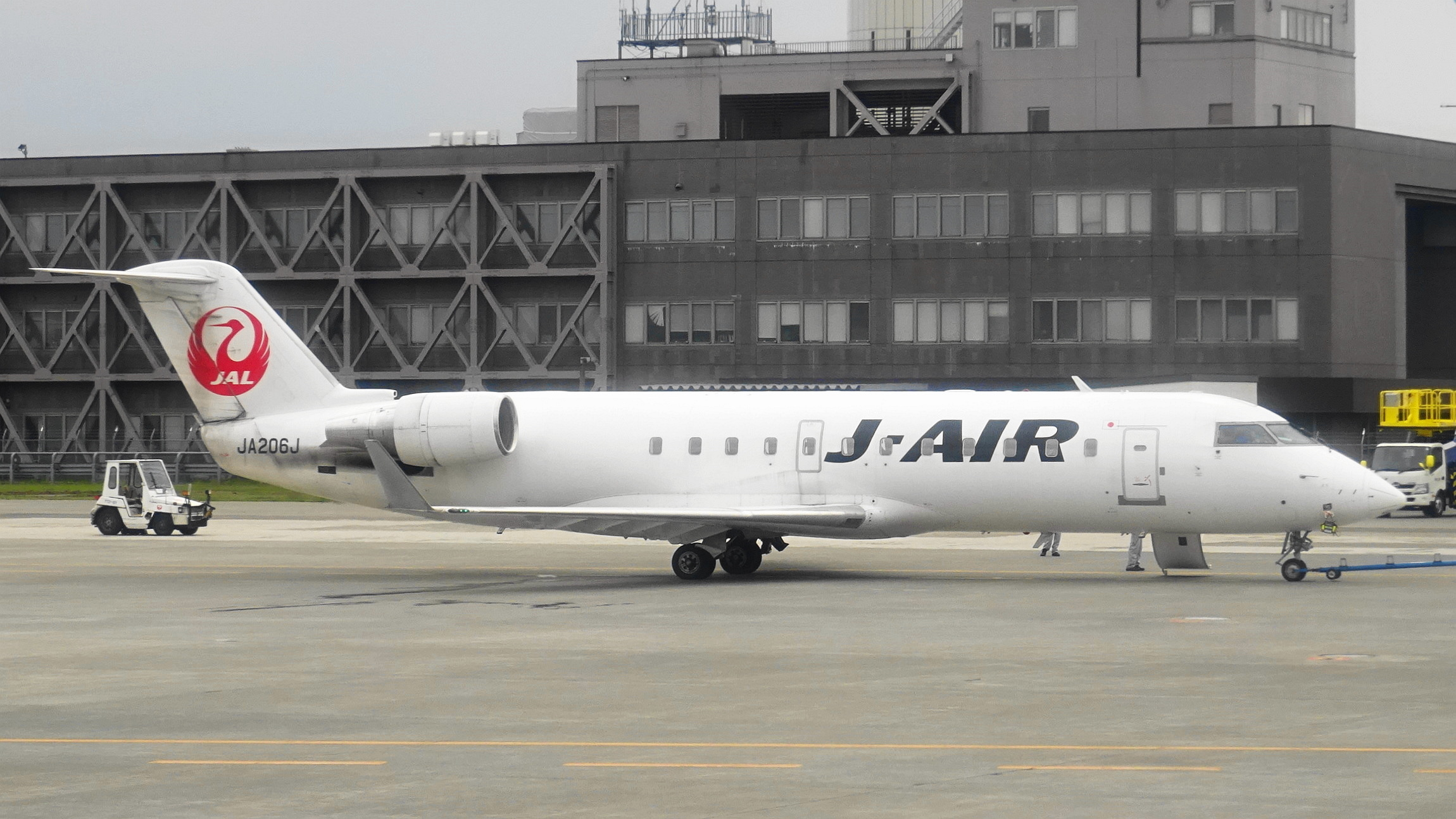
ボンバルディア CRJ200ER（3代目塗装）

設立当時
当時のJALと同じくランドーアソシエイツによる灰色と赤色のブロックを合わせたデザインである。ただし「JAL」ではなく「J AIR」（JとAの間に赤いブロックが入り、Aの横棒がない）表記に置き換えられ、垂直尾翼は鶴丸ではなく上から赤・白・赤色を横方向に塗ったスタイルであった。
2代目
日本航空と日本エアシステムの経営統合時に採用された「The Arc of the Sun（太陽のアーク）」によるデザインであり、「JAL」（Aの横棒がなくノが入る）のロゴが配置され、「J-AIR」と横に表記されていた。
3代目
JALの鶴丸再採用によるデザインであり、ホワイトボディに斜体黒字で「J-AIR」と表記され、垂直尾翼に鶴丸が配される。ただし鶴丸内の文字表記は「JAL」である。

## ボーディング・ミュージック
日本航空同様、「I Will Be There with You」（David Foster作曲）と「明日の翼」（久石譲作曲）が起用されており、前者は搭乗時、後者は降機時にそれぞれ流れる。

## 機内サービス等
前述の通り、運送の共同引受により日本航空便として運航されるものの、機内サービス内容は日本航空とは一部基準が異なる。全便機内販売とオーディオサービスは実施されていない。飲み物のサービスもエンブラエル170運航便では60分以上の路線に限定される。日本航空の機内誌であるSKYWARDが搭載されているほか、飲み物のサービスがない路線は飴のサービスがある。なおジェイエア独自のサービスとしては、客室乗務員手作りの飛行ルートマップの提供がある。
ジェイエアでは設立から長きにわたり、普通席のみの設定であったが2016年5月より、同社では初となるクラスJを設定した機材（エンブラエル190）が運航されている。
2016年から順次、機材更新や定期点検で機内内装更新により機内Wi-Fi対応。無線LAN対応機器により動画視聴のみ対応（インターネット接続不可）。2022年より、E190で機内インターネットサービス順次提供開始。2024年からE190全14機で本サービス開始。

## 就航路線

### 自社路線
2023年時点の運航路線。
- 東京/羽田 ⇔ 三沢、秋田、山形、山口宇部、 宮崎
- 大阪/伊丹 ⇔ 札幌/新千歳（夏季増便）、女満別（季節運航）、函館、青森、三沢、秋田、花巻、山形、仙台、新潟、松本（季節運航）、出雲、隠岐、松山、福岡、長崎、大分、熊本、宮崎、鹿児島、種子島（季節運航）、徳之島（季節運航）[20]
- 福岡 ⇔ 花巻、仙台、徳島、高知、松山、宮崎、奄美大島
- 札幌/新千歳 ⇔ 女満別、青森、花巻、仙台
- 鹿児島 ⇔ 奄美大島、徳之島

地域航空サービスアライアンス　有限責任事業組合には参加していないため、鹿児島 ⇔ 奄美大島・徳之島のJ-AIR運航便についてはANAとのコードシェアの対象外である。

### 貨物について
長らく貨物の搭載は行っていなかったが、2009年10月1日より貨物の搭載を開始した。当初は、札幌/新千歳 ⇔ 花巻・秋田・仙台・大阪/伊丹、大阪/伊丹 ⇔ 山形・熊本、福岡 ⇔ 松山など7路線のみだったが、その後就航全路線に拡大している。